# Station Kolin
Station Kolin is een spoorwegstation in de Poolse plaats Kolin.